# Kleopatra Eurydike
Kleopatra Eurydike,  död efter cirka 337 f.Kr., var en drottning av Makedonien, gift med kung Filip II av Makedonien.
Hon var dotter till den makedonska fältherren Attalus. 